# ویدا (مجموعه تلویزیونی)
ویدا (انگلیسی: Vida) یک مجموعه تلویزیونی درام ساخته شده توسط تانیا ساراچو است که بر اساس داستانی از ریچارد ویگاس جونیور می باشد. داستان این مجموعه تلویزیونی در مورد دو خواهر مکزیکی آمریکایی می باشد که پس از مرگ مادرشان به خانه کودکیشان در لس آنجلس بر میگردند. این مجموعه تلویزیونی در ۶ می ۲۰۱۸ در استارز به روی آنتن رفت و تا کنون سه فصل از آن منتشر شده است.

## داستان
ویدا در مورد دو خواهر مکزیکی آمریکایی به نام های اما و لین می باش که در لس آنجلس متولد شده اند. پس از مرگ مادرشان تصمیم می گیرند به خانه کودکی خود برگردند که با گذشته تلخ و عجیب مادرشان رو به رو می شوند...

## بازیگران
- ملیسا باررا در نقش لین هرناندز یک دختر گیاهخوار که اغلب با مردان ثروتمند در سان فرانسیسکو قرار می گذارد.
- میشل پرادا در نقش اما هرناندز یک دختر با شخصیت های عجیب که خواهر لین می باشد.
- سر انزواتگوی در نقش ادی مارتینز قصاب مادر لین و اما و صاحب بار.
- چلسی رندون در نقش ماری سانچز یک فعال جامعه و خواهر کوچکتر جانی.
- کارلوس میراندا در نقش جانی سانچز یک مکانیک و همکلاسی سابق لین.
- ماریا-النا لاس در نقش کروز دوست اما و معشوقه سابق اما.
- روبرتا کالیندرز در نقش نیکو معشوقه کنونی اما و متصدی بار.
- الیزابت دی رازو در نقش یولی دوست صمیمی ماری که موارد جامعه دوستانه ماری را دنبال می کند.
- رائول کاستیلو در نقش باکو پیشخدمت بار و کسی که با اما در رابطه می باشد.